# Eloria rosenbergi
Eloria rosenbergi är en fjärilsart som beskrevs av Collenette 1950. Eloria rosenbergi ingår i släktet Eloria och familjen tofsspinnare. Inga underarter finns listade i Catalogue of Life.